# Huyuh Thuy
Huyuh Thuy est une taekwondoïste française.
Elle remporte la médaille de bronze dans la catégorie des moins de 52 kg aux Championnats d'Europe de taekwondo 1982.